# Карпато-руський визвольний комітет
Карпато-руський визвольний комітет (рос. Карпато-русский освободительный комитет, КРОК) — політична організація галицьких москвофілів, заснована у Києві на початку Першої світової війни 11 серпня 1914 року.

## Історія
Утворений з пропагандистською метою на початку Першої світової війни 11 серп. (29 лип.) 1914 за підтримки командування Південно-Західного фронту галицькими діячами москвофільського напряму (див. Москвофільство), які перебували в Києві. Комітет ставив собі за завдання: інформувати діючу армію та російську громадськість про галицькі справи, опікуватися біженцями та військовополоненими з «русских» галичан, а також, по можливості, здійснювати безпосереднє керівництво національно-культурним і політичним життям в окупованій російськими військами Галичині.

### Друковані матеріали
В день заснування «КРОК» ухвалив прокламацію до галичан, 50 тис. прим. якої із закликом сприяти російській армії було розповсюджено в Галичині. 19(6) серп. 1914 відновив на базі друкарні штабу Київського військового округу випуск газети «Прикарпатская Русь» (згодом була перенесена до Львова). Причетний до видання в серпні 1914 призначеної для офіцерів російської армії секретної брошури «Современная Галичина. Этнографическое и культурно-политическое состояние ее в связи с национально-общественными настроениями». Брошура, зокрема, закликала офіцерів розпізнавати серед місцевого населення Галичини ворогів — «мазепинців» — та відділяти їх від місцевих «русских» (москвофілів).

### Розпущення
22(9) верес. 1914 к-т саморозпустився, склавши у Львові свої повноваження перед «Русским народным советом Прикарпатской Руси».